# Incendios forestales en Argentina de 2022
Durante el verano de 2022, se registraron distintos focos de incendio forestales en las provincias de Corrientes, Río Negro, Misiones, Chubut y Formosa (Argentina) agravados por las condiciones de sequía. Se estima una superficie de 162.425 hectáreas quemadas durante el mes de enero. Solamente en la provincia de Corrientes, al 18 de febrero, se calculaban cerca de ochocientas mil hectáreas quemadas (un 8% del territorio provincial) con un ritmo ascendente de 29 585 hectáreas diarias.

## Cronología

### Chubut
- 18 de febrero: foco en Futalaufquen.[3]
- 19 de febrero: foco contenido en Futalaufquen. Fue combatido con 1 helicóptero con helibalde perteneciente al Servicio Nacional de Manejo del Fuego.[1]

### Corrientes
Los incendios de Corrientes de 2022 abarcan focos ígneos que comenzaron en el mes de enero y continúan activos en numerosos puntos del territorio provincial de Corrientes, habiendo consumido más de 800 000 hectáreas, lo que equivale al doce por ciento de la superficie de esta provincia. 
El fuego avanzó sobre campos, montes, humedales, como los Esteros del Iberá, y reservas naturales, entre ellas, el parque nacional Esteros del Iberá, y ha ocasionado daños materiales estimados entre 25 000 y 40 000 millones de pesos. 

### Formosa
- 18 de febrero: foco activo en Pilcomayo.[3]
- 19 de febrero: hubo un foco en parque nacional Río Pilcomayo II y ha logrado extinguirse el foco de parque nacional Río Pilcomayo I. Con 5 brigadistas trabajando junto con una autobomba y móvil de apoyo de la Administración de Parques Nacionales.[1]

### Misiones
- 18 de febrero: focos activos de incendio en Concepción de la Sierra, Candelaria, Apóstoles, Santa Ana, San Javier y Montecarlo y focos contenidos en Guaraní y San Ignacio.[3]
- 19 de febrero: Siguen activos focos en Concepción de la Sierra, Candelaria, Apóstoles, Santa Ana, San Javier y Montecarlo. Han logrado contenerse los focos de San Ignacio y Guaraní, trabajaron 34 brigadistas y personal de apoyo, con ayuda de 2 aviones hidrantes, 1 helicóptero pertenecientes al Ministerio de Defensa y al Servicio Nacional de Manejo del Fuego.[1]

### Neuquén
- 18 de febrero: en Aluminé.[3]

### Río Negro
- 18 de febrero: en el Lago Martín, Bariloche.[3]
- 19 de febrero: sigue activo el foco en el Lago Martín, Bariloche. Se encuentran trabajando en el lugar 92 brigadistas y personal de apoyo, con ayuda de 3 aviones hidrantes, un observador y 3 helicópteros convocados por el Servicio Nacional de Manejo del Fuego y la Administración de Parques Nacionales.[1]

### Tierra de Fuego, Antártida e Islas del Atlántico Sur
- 2 de febrero: se encuentra controlado el foco en Tolhuin.[1]